# Distrito de Banská Bystrica
El distrito de Banská Bystrica (en eslovaco Okres Banská Bystrica) es una unidad administrativa (okres) de Eslovaquia Central, situado en la región de Banská Bystrica, con 111.964 habitantes (en 2003) y una superficie de 809 km². 
El distrito estaba integrado por completo en el antiguo condado de Zvolen, perteneciente al Reino de Hungría.

## Demografía
| Año        | 1994    | 2004    | 2014    | 2024    |
| ---------- | ------- | ------- | ------- | ------- |
| Población  | 112 520 | 111 419 | 111 018 | 106 604 |
| Diferencia |         | −0,97 % | −0,35 % | −3,97 % |

| Año        | 2023    | 2024    |
| ---------- | ------- | ------- |
| Población  | 107 199 | 106 604 |
| Diferencia |         | −0,55 % |

## Ciudades
- Banská Bystrica

## Municipios (población año 2017)
- Badín 2006
- Baláže 218
- Brusno 2148
- Čerín 448
- Dolná Mičiná 401
- Dolný Harmanec 249
- Donovaly 234
- Dúbravica 417
- Harmanec 864
- Hiadeľ 521
- Horná Mičiná 629
- Horné Pršany 391
- Hrochoť 1488
- Hronsek 662
- Kordíky 445
- Králiky 647
- Kynceľová 367
- Ľubietová 1212
- Lučatín 657
- Malachov 1095
- Medzibrod 1390
- Môlča 371
- Moštenica 235
- Motyčky 115
- Nemce 1156
- Oravce 182
- Podkonice 907
- Pohronský Bukovec 111
- Poniky 1572
- Povrazník 141
- Priechod 949
- Riečka 804
- Sebedín - Bečov 366
- Selce 2159
- Slovenská Ľupča 3253
- Špania Dolina 213
- Staré Hory 551
- Strelníky 762
- Tajov 642
- Turecká 149
- Vlkanová 1320